# Loriculus sclateri
Loriculus sclateri là một loài vẹt nhỏ thuộc họ Psittaculidae. Đây là loài đặc hữu ở vùng rừng và vùng lân cận tại quần đảo Sula của Indonesia.

## Phân bố
Loriculus sclater hiện diện trên quần đảo Sula, đảo Banggi, Peleng, đảo Melilis, đảo Labobo, đảo Seho, và một số đảo nhỏ khác. Tuy nhiên, nó vắng bóng trên đảo Bengkulu và Sulawesi.